# 圣艾蒂安迪鲁夫赖
圣艾蒂安迪鲁夫赖（法語：Saint-Étienne-du-Rouvray，發音：[sɛ̃t‿etjɛn dy ʁuvʁɛ]）是法国滨海塞纳省的一个市镇，属于鲁昂区。

## 地理
圣艾蒂安迪鲁夫赖（49°22'40"N, 1°6'15"E）面积18.25 平方千米，位于法国诺曼底大区滨海塞纳省，该省份为法国北部沿海省份，其西部及北部濒大西洋英吉利海峡，东起顺时针与索姆省、瓦兹省、厄尔省和卡爾瓦多斯省接壤。
与圣艾蒂安迪鲁夫赖接壤的市镇（或旧市镇、城区）包括：索特维尔莱鲁昂、昂夫勒维尔拉米瓦、贝尔伯夫、古伊、大克维伊、瓦塞勒、小库罗讷。
圣艾蒂安迪鲁夫赖的时区为UTC+01:00、UTC+02:00（夏令时）。

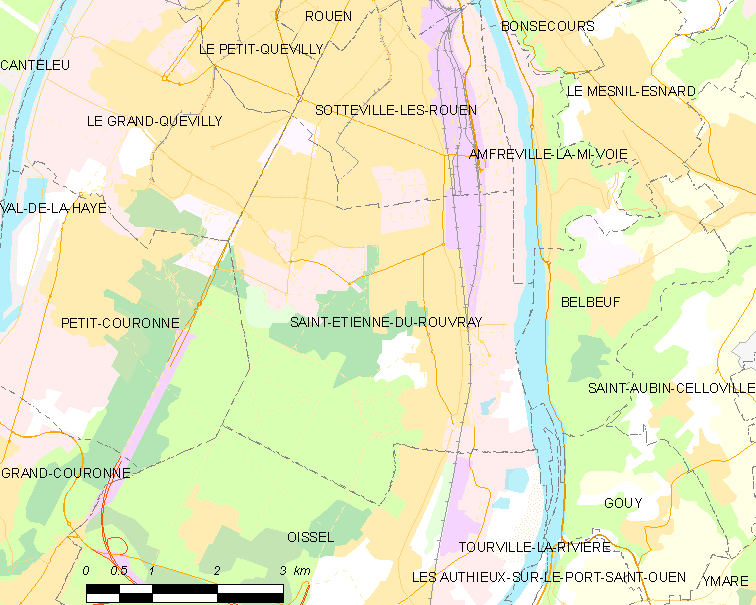
圣艾蒂安迪鲁夫赖的OSM定位图

## 行政
圣艾蒂安迪鲁夫赖的邮政编码为76800，INSEE市镇编码为76575。

## 政治
圣艾蒂安迪鲁夫赖所属的省级选区为圣艾蒂安迪鲁夫赖县。

## 人口

1962-2008年间圣艾蒂安迪鲁夫赖人口变化图示

圣艾蒂安迪鲁夫赖于2022年1月1日时的人口数量为28653人。